# Ключевая (Усольский район)
Ключевая — деревня в Усольском районе Иркутской области России. Входит в состав Новожилкинского муниципального образования. Находится примерно в 19 км к югу от районного центра.

## Население
| 2002 | 2010 | 2011 | 2012 |
| ---- | ---- | ---- | ---- |
| 278  | ↘189 | →189 | ↗192 |

По данным Всероссийской переписи, в 2010 году в деревне проживало 189 человек (84 мужчины и 105 женщин).